# Axel Landén
Axel Josef Landén, född 29 mars 2005 i Jönköping, är en svensk ishockeyspelare som spelar för IK Oskarshamn, på lån från HV71.
Landén draftades av San Jose Sharks i femte rundan i 2023 års draft som 130:e spelare totalt.

## Klubbar
- HV71 (2023–)
- IK Oskarshamn (lån 2024–)